# 마리노역
마리노역(러시아어: Марьино)은 모스크바 지하철 류블린스코 드미트롭스카야 선의 역이다. 역명은 모스크바 1구역의 지명인 마리노에서 따온 것이다.

## 역사
마리노 역은 1996년 12월 25일에 류블린스코 드미트롭스카야 선의 남쪽 종착역으로 개장하였고, 2011년 12월 2일에 자블리코보 역까지 연장되어 중간역이 되었다.

## 구조
마리노 역은 1면 2선의 섬식 승강장 구조로, 지하 역사이다.

## 디자인
마리노 역의 주제는 "모스크바의 휴식"이다. 벽에는 검고 어두운 색의 대리석과 도장된 알루미늄 타일들이 있다. 바닥은 두 가지 색상으로 회색으로 칠해져 있다. 조명은 플랫폼에 부착된 각 층에 6개의 샤프트 샹들리에가 있는 두 개의 샹들리에로 장식되어 있다. 따라서, 역은 전체적으로 차분하고 현대적인 분위기를 연출시킨다.

## 지리
마리노 역에서는 루블린스크와 노보마린스카야 거리로 북쪽 입구를 통해 나갈 수 있고 노보체르카스카와 마리노 대로는 남쪽의 계단을 통해 루블린스크 거리로 나갈 수 있다.

## 시설
정거장 뒤에는 두 개의 정지 장치가 존재한다. 이는 정비소가 제공하는 검사, 회전 및 정지를 위한 것이다.